# Виларинью-даз-Азеньяш
Виларинью-даз-Азеньяш (порт. Vilarinho das Azenhas)  —  населённый пункт и район в Португалии,  входит в округ Браганса. Является составной частью муниципалитета  Вила-Флор. По старому административному делению входил в провинцию Траз-уш-Монтиш и Алту-Дору. Входит в экономико-статистический  субрегион Дору, который входит в Северный регион. Население составляет 140 человек на 2001 год. Занимает площадь 14,21 км².